# 한재만
한재만(韓載滿, 1989년 3월 20일~ )은 대한민국의 축구 선수이다.

## 선수 경력
동국대학교를 졸업하고 2010 K리그 드래프트에서 번외지명을 통해 제주 유나이티드에 입단하였다. 윙어이며, 2007년 18세 이하 청소년대표, 2008년 19세 이하 청소년대표 경력을 가지고 있다.
2012년부터 내셔널리그의 목포시청 축구단에서 활약하였으며, 2016년 경주 한국수력원자력으로 이적하였다.

## 수상

### 클럽

#### 경주 한국수력원자력 축구단
- 내셔널리그
  - 우승 1회 : 2017